# Aureliano di Arles
Aureliano di Arles (499 o 523 – Lione, 16 giugno 551) è stato un vescovo franco, venerato come santo dalla Chiesa cattolica che lo ricorda il 16 giugno.
Era figlio di Sacerdote, e cugino germano di san Nicezio di Lione († 573), che successe al padre di Aureliano sulla cattedra vescovile della città (dal 553 fino alla morte).

## Biografia

### Origini e primi anni
Aureliano nacque nel 523 ma secondo lo storico benedettino François Clément (1714 - 1793), nel 499, da una famiglia aristocratica borgognona, vicino al potere e che giocava un ruolo importante presso i re franchi.

### Arcivescovo di Arles
Aureliano succedette ad Aussanio († 546) nella sede episcopale di Arles il 23 agosto del 546. La sua nomina, allorché aveva solo 23 anni, ad una delle sedi vescovili più importanti della Gallia, fu dovuta sia alle qualità spirituali e religiose di Aureliano che alla fiducia in lui riposta da re Childeberto I, che sperava in un punto di appoggio affidabile nelle terre che si affacciavano sul Mediterraneo.
In ogni caso non meravigliò il fatto che il nuovo vescovo avesse ricevuto, poco tempo dopo la sua consacrazione, il pallio ed il vicariato apostolico di Gallia, palesemente secondo la volontà dei merovingi. Ciò avvenne a partire dal 548, quando ricevette Pallio e nomina a vicario della Santa Sede da papa Vigilio.
Nel medesimo anno Aureliano fondò ad Arles, per disposizione di re Chidelberto, un monastero per soli uomini. Questo monastero intra-muros, chiamato "Monastero dei Santi Apostoli", fu l'origine della Chiesa della Croce nel quartiere de La Roquette di Arles, detto anche "Borgo Vecchio". Il primo abate del monastero fu Fiorentino di Arles († 553), venerato successivamente come santo.
Aureliano arricchì la chiesa di questo monastero di reliquie e diede ai suoi religiosi una regola monastica "piena di spirito di saggezza e di mortificazione". Egli ne fondò anche uno femminile all'interno dei bastioni della città, purtroppo poco noto, gli diede una regola simile a quella benedettina e lo pose sotto la protezione della Santa Vergine.
Egli partecipò al V Concilio di Orléans che fu aperto il 28 ottobre 549, e noi sappiamo da San Gregorio di Tours che, nello stesso anno, Arles fu colpita dall'epidemia di peste detta Peste di Giustiniano.
Poco tempo dopo, nel 550, a seguito dello Scisma tricapitolino, egli inviò Anastasio, un chierico della sua diocesi, a Costantinopoli ad incontrare papa Vigilio, per rassicurarsi sulla veridicità della proposta riferita riguardo alla volontà del papa, dal quale ebbe una risposta scritta in data 29 aprile 550, consegnata allo stesso Anastasio.
Nel 1308, sulla sua tomba, sita nella Chiesa di San Nicezio a Lione, fu scoperta un'iscrizione che indicava come Aureliano fosse deceduto in quella città il venerdì 16 giugno del 551.